# 比利亚雷霍德尔瓦列
比利亚雷霍德尔瓦列，是西班牙卡斯蒂利亚-莱昂阿维拉省的一个市镇。总面积42平方公里，总人口506人（2001年），人口密度12人/平方公里。